# Carbon (Indiana)

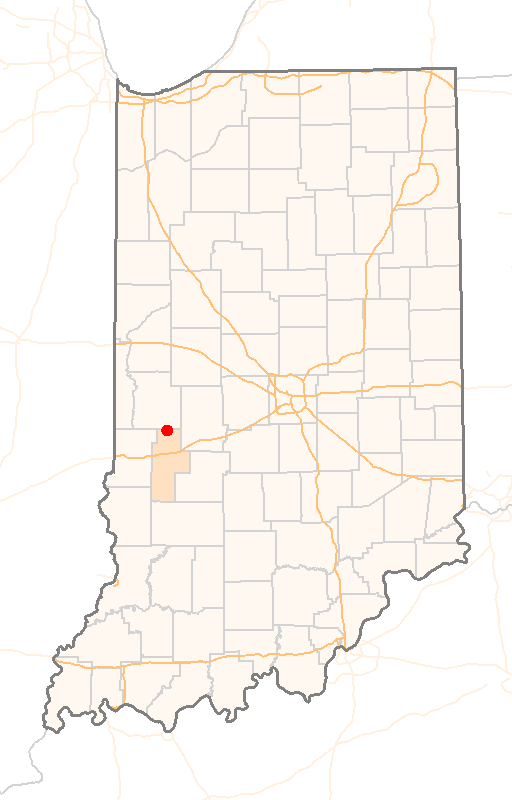
Miasto Carbon w stanie Indiana

Carbon – miasto w stanie Indiana w hrabstwie Clay w Stanach Zjednoczonych.

## Demografia
- Powierzchnia: 0,4 km²
- Ludność: 262 (2023 r.)[1]